# 蝙蝠侠与罗宾 (系列电影)
《蝙蝠侠与罗宾》（英語：Batman and Robin）是哥伦比亚电影公司在1949年发行的15部电影，为1943年版《蝙蝠侠》的续集，演员与前作不同。罗伯特·洛厄里扮演蝙蝠侠，而约翰尼·邓肯扮演罗宾，简·亚当斯扮演Vicki Vale，莱尔泰伯扮演戈登。
2014年9月，该系列电影在Rifftrax的Mystery Science Theater 3000's再次发布。